# Хорхе Боеро
Хорхе Андрес Мартінес Боеро (ісп. Jorge Andrés Martínez Boero; 3 липня 1973, Буенос-Айрес — 1 січня 2012, Мар-дель-Плата, Буенос-Айрес) — аргентинський мотоцикліст, який брав участь у 2011 році та у 2012 році у ралі Дакар. Помер в результаті нещасного випадку під час першого етапу гонки в 2012 році. 38-річний гонщик впав з мотоцикла на 55-му кілометрі спецділянки між містами Некочея та Енергія.